# Les Passagers
Les Passagers je francouzský hraný film z roku 1999, který režíroval Jean-Claude Guiguet podle vlastního scénáře. Film zachycuje osudy cestujících, kteří denně jezdí tramvajovou linkou na pařížském předměstí mezi Saint-Denis a Bobigny. Snímek měl světovou premiéru na Filmovém festivalu v Cannes 2. června 1999, kde byl uveden v sekci Un certain regard. Film byl natáčen v Paříži (ve 12. obvodu), v Seine-Saint-Denis a ve Štrasburku.

## Děj
Lékařka pravidelně cestuje do práce tramvají a pozoruje cestující. Jejich příběhy jsou různé. Mladík jede na hřbitov k hrobu svého nedávno zemřelého přítele. Muž hledá ženu s dokonalýma nohama, aby se s ní mohl oženit. Dívka jede na pohřeb své zemřelé sousedky. Marco se v tramvaji seznámí s Davidem. Pierre se seznámí s Annou.

## Obsazení
| Fabienne Babe          | Anna                       |
| Philippe Garziano      | Pierre                     |
| Bruno Putzulu          | David                      |
| Stéphane Rideau        | Marco                      |
| Gwenaëlle Simon        | Isabelle                   |
| Véronique Silver       | vypravěčka                 |
| Marie Rousseau         | Christine, její dcera      |
| Jean-Christophe Bouvet | upovídaný cestující        |
| Jean-Frédéric Ducasse  | naštvaný cestující         |
| Ingrid Bourgoin        | žena na hřbitově           |
| Isabelle Gruault       | Lise                       |
| Thierry de Froidcourt  | Michel                     |
| Sébastien Charles      | Raoul, chlapec na plovárně |
| Sonia Hell             | cestující s kabelkou       |
| Aline Lecomte          | nepříjemná žena            |
| Margot Lefebvre        | tanečnice                  |
| Isabelle Legueurlier   | zpěvačka                   |
| Laurent Aduso          | nemocný                    |
| Emmanuel Bolève        | mladík s kyticí            |
| Jean-Paul Bordes       | farář                      |
| Serge Bozon            | cestující-svůdce           |
| Serge Feuillard        | personální ředitel         |
| Dany Klocher           | soused                     |
| Jean-Philippe Labadie  | fetišista                  |
| Frédéric Merlo         | revizor                    |